# Валкович, Эмиль
Ва́лкович Эми́ль (венг. Valkovics Emil, 12 октября 1930, Ужгород — 15 августа 2000) — венгерский демограф и статистик.

## Биография
Родился в Ужгороде в венгерской семье, 12 октября 1930 года.
В 1953 году окончил факультет искусств Дебреценского университета (специальность русский язык и литература).
С 1958 г. — работник Центрального статистического управления (ЦСУ) Венгрии.
В 1977 году он стал кандидатом, а в 1986 — доктором социологических наук по специальности «демография».
Основатель НИИ демографии ЦСУ Венгрии. Участвовал в научных конференциях во многих странах мира, неоднократно бывал в Советском Союзе.

## Научная деятельность
Основные результаты в области экономической демографии. Разработал метод экономических возрастных пирамид (ЭВП) и построил первую в мире ЭВП для населения Венгрии 1959—1960 гг.